# Laurent Sauvagnac
Pour les articles homonymes, voir Sauvagnac (homonymie).
 (avril 2011).
Si vous disposez d'ouvrages ou d'articles de référence ou si vous connaissez des sites web de qualité traitant du thème abordé ici, merci de compléter l'article en donnant les références utiles à sa vérifiabilité et en les liant à la section « Notes et références ».
Laurent Sauvagnac est un compositeur, pianiste et designer sonore français né le 19 juin 1970 à Paris.

## Biographie
Après un dess de droit de l’audiovisuel à la Sorbonne, il part en 1996 pour Boston, aux États-Unis, où il suit le cursus du Berklee College of Music, et se spécialise en musique de film et piano jazz. Il y étudie l’orchestration classique et l’harmonie ainsi que les styles musicaux internationaux : salsa, hip-hop, jazz, musiques électroniques. À Paris, entre 2000 et 2018, il mène à la fois une activité de compositeur de musique de film et de designer sonore.

## design sonore
Dès son retour de Boston en 2000, il compose pour les grands noms du Luxe français  Louis Vuitton, Cartier, Hennessy... en produisant les sound design et musiques de leurs sites internet et évènementiels. En 2002, il compose et produit pendant une année les musiques des défilés de Jean-Paul Gaultier mêlant valses de Strauss et musiques électroniques.  
Il crée parallèlement les musiques et le sound design de la série multimédia Premières Découvertes pour Gallimard Jeunesse et continue régulièrement à composer pour  l’enfance : il signe entre autres les musiques de livres audio pour les éditions Hélium : ma grande sœur m’a dit, 2009 et Tralali, 2010.

## Musique de film de long métrage, de court métrage, de documentaire, de film publicitaire et de vidéo-art
musique de film (tv et cinéma)
De 2002 à 2018, en collaboration avec Stéphane Zidi il signe de très nombreux (plus de 100 références) films et séries tv de long métrage (cf page IMDb, et section “séries”)
Côté grand écran, en 2017 et 2018 il compose avec et sous la direction musicale de Lucien Papalu la bande originale du long métrage à succès “L’Ascension” de Ludovic Bernard (L'Ascension (film, 2017)), puis co-signe avec lui “Mission Pays Basque” du même réalisateur. En 2018 ils co-signent la musique du film “L’Enkas” avec Sandrine Bonnaire.

### musique de films publicitaires et événementiels
Entre 2000 et 2018, il compose une centaine de musiques de film publicitaires et institutionnels (L’Oréal, Biotherm, Pond's, Cegetel, Chivas Regal, Kellogg's, Provost, Dolce&Gabbana, Armani ..) en collaboration avec plusieurs agences comme Auditoire, ou X-Track.

### musique pour le Vidéo-Art
En 2003, il compose et sonorise une série d’œuvres de video-art pour le réalisateur Cyril Guyot intitulées The Spa, et en collaboration avec Alex Voyer et Adrien Blamont, signe un film pour la Hype Gallery, The Happy Culture.

### musique de court métrage
entre 2001 et 2014 il signe plusieurs musiques de courts-métrages

### musique de documentaire
entre 2002 et 2014, il signe plusieurs musiques de documentaires, diffusés régulièrement sur des chaînes internationales.

## architecture et design sonore d’espaces - art sonore contemporain
Parallèlement à sa carrière de compositeur de musique de film, il crée en 2005 et en collaboration avec Marc Debiès puis David Guérin  l’agence hého design spécialisée en design et architecture sonore. Opérant comme directeur artistique dans des lieux prestigieux comme le Plaza Athénée ou le Fouquet’s à Paris, ou auprès de compagnies comme British Airways, Catimini, Inter Ikéa, Pour plus de 20 centres commerciaux de très grande envergure du groupe Unibail-Rodamco/Westfield, il crée des parcours sonores innovants qui replacent l’usager au centre des préoccupations. Les Halles à Paris ou Aéroville, So Ouest à Levallois, La Toison d’Or a Dijon..il conceptualise et crée des atmosphères et paysages sonores, améliorant l’expérience et le bien être des usagers.
Il collabore avec l’agence de design Les Sismo pour des projets comme Les cités du design à Saint-Étienne, et signe des identités sonores pour le groupe Beneteau ou Arthur Bonnet. En 2011, il crée un studio d’enregistrement, lieu unique de production sonore et musicale: M Factory, qui a pour objectif de composer et produire des titres, des musiques pour le jeu vidéo, le film, la publicité, produire et effectuer la promotion d’artistes ainsi qu'organiser des événementiels.
Avec Marc Debiès, la même année il se lie et fonde Domaines du Son, en collaborations notamment avec Serge Garcia. Le réseau comprend de nombreux spécialistes et chercheurs de l'environnement sonore, et des secteurs multiples et complexes qui constituent cette discipline.
En 2013, il développe l'Art Sonore  chez hého, et propose au centre commercial So Ouest à Levallois-Perret, un concept de création d'évènements sonores spatialisés dans 12 haut-parleurs placés dans une gigantesque verrière.
En 2018 il commence une collaboration d'art sonore contemporain avec la désigneuse Cécile Planchais, notamment son Banc iMiroir sonore présent à la Paris Design Week 2018 ou à la prestigieuse Abbaye de Noirlac

## Œuvres musicales pour la fiction tv, le cinéma, le documentaire

### Séries et fiction tv
- 2001 : Police District (7 à 12) (M6/Capa Drama) - J-T Fillipe / M. Boursiniac
- 2001 : Tel Épris - Fabien Onteniente
- 2001 : Police District (1 à 6)» (M6/Capa Drama) - O. Chavarot
- 2002 : La Ligne noire (M6/Capa Drama) - J-T Fillipe
- 2002 : Police District (13 à 18) (M6/Capa Drama) - J-T Fillipe / J. Enrico
- 2006 : Laura (M6/Sama prod) - J-T Filippe
- 2007 : La Légende des trois clés (M6/Nelka films) - P.Dewolf
- 2007 : Cellule Identité (M6/DEMD prod) - S.Kappes
- 2007 : Sa raison d'être (Merlin Prod/FR2) - Renaud Bertrand
- 2007 : La Lance de la Destinée (JLA/M6) - Dennis Berry
- 2008 : Brigade Navarro (TF1/JLA) - P. Davin
- 2008 : Clara (FR2/cinétévé) - S.Gral
- 2008 : La Main blanche (TF1/JLA) - Dennis Berry
- 2009 : Le Chasseur (FR2/Son et Lumiere) - O.Cuche
- 2009 : L'Internat (Marathon/Gaumont tv)
- 2009 : Brigade Navarro (TF1)
- 2010 : La Maison des Rochevilles avec Alexandre Brasseur (Nelka Films)
- 2011 : Victoire Bonnot(M6)
- 2011 : L'Amour vache, L'Amour encore plus vache, 10 jours pour s'aimer (M6)
- 2011 :  Une cible dans le dos (Bernard Uzan)
- 2011 : Ripoux anonymes (Claude Zidi / TF1)
- 2011 : Le Sang de la vigne avec Pierre Arditi
- 2013 : Dangereuses retrouvailles de Jérôme Debusschère avec Antoine de Caunes
- 2014 : Autopsie d’un mariage blanc de Sebastien Grall
- 2015 : Un parfum de sang (tv)
- 2015 : Flic tous simplement d'Yves Rénier, avec Mathilde Seigner
- 2016 : Diaboliques de Gabriel Aghion
- 2016 : Famille d'Accueil 4 épisodes
- 2017 : Sources Assassines (tv)
- 2015-2017 : La vie devant elles de Gabriel Aghion
- 2018 : Insoupçonnable, série de 8 épisodes pour TF1/Endemol Shine avec Emmanuelle Seigner et Melvil Poupaud
- 2021 : Jugée coupable de Grégory Ecale

### longs-métrages au cinéma
- 2002 : Champion (usa/korea production) - orchestre symphonique de Prague
- 2015 : Braqueurs (Julien Leclercq)
- 2017 : L’Ascension (Ludovic Bernard- dacp productions)
- 2017 : Mission Pays Basque (Ludovic Bernard- Orange films)
- 2018 : L’Enkas (Sarah Marx-La Rumeur Filme)

### films documentaires
- 2001 : CIO 2000 (Arte/Dune Prod.)
- 2002 : Les Toits de Paris (La 5/Arte/Ampersand)
- 2005 : Charles&Camilla (France 5/Online Prod)
- 2005 : Un patrimoine encombrant (France5/Online Prod)
- 2008 : Le Monde des couleurs (Arte/Gédéon)
- 2014 : the E-Waste tragedy (Yuzu productions)

courts métrages
- 36e sous sol de P.H Debiès
- Ex de Franck Florino
- Strain de PH Debiès
- Miam de PH Debiès
- En tout bien tout honneur de Olivier Chavarot
- Le Trait de Fred Bianconi et Maurice Hermet

## Pour approfondir